# Hitzewellen in Europa 2019
In Europa herrschte Ende Juni 2019 verbreitet Hitze. Die Temperaturen überstiegen mancherorts 40 °C, mit einem neuen Allzeit-Rekordwert der Lufttemperatur in Frankreich (46,0 °C) und Andorra. Gegen Ende Juli 2019 setzte eine zweite Hitzewelle ein. Dieses Ereignis brachte mit neuerlich Temperaturen über 40 °C Allzeit-Rekorde für Deutschland, Luxemburg, die Niederlande, Belgien und das Vereinigte Königreich. Im frühen August herrschte eine Hitzewelle, die besonders Südeuropa betraf. Ende August 2019 setzte eine weitere Hitzewelle ein.
Insgesamt schloss der meteorologische Sommer (bestehend aus den Monaten Juni, Juli und August) 2019 als heissester je gemessene Sommer ab seit Messbeginn 1940. Infolge der globalen Erwärmung wurde dieser Sommertemperaturrekord bereits im Jahr 2023 gebrochen.

## Meteorologie und Verlauf

### Ende Juni/Anfang Juli
Ursachen dieser Hitzewelle waren das langlebige Hoch (Vera) über Europa und das langsam ziehende atlantische Tiefdruckgebiet (Nasir). Nasir war um den 18. Juni vor Neufundland entstanden und lag dann fast bis Ende des Monats vor Spanien
und England,
bevor es über Skandinavien ostwärts abzog.
Mit einer mächtigen südwestlichen Höhenströmung schob sich eine Luftmasse des Azorenhochs – zuerst Ulla genannt, ab 25. Juni als Hochdruckbrücke Vera – in den Nordseeraum und dann über Mitteleuropa südostwärts. Dadurch stieß ab 23. Juni heiße Saharaluft über die Iberische Halbinsel und Südfrankreich vor; bis zum Monatsende erreichte sie den Ostseeraum. Mit einem Tief Otto im Ostsee-/Baltikum-Raum bildete sich eine kurzfristige Omegalage über der flachen Druckverteilung einiger Tiefs im Mittelmeerraum.
| Land | °C   | Stelle          | am             | Rekord (davor)                                                        |
| --- | ---- | --------------- | -------------- | --------------------------------------------------------------------- |
| Frankreich | 46,0 | Vérargues       | 28. 6.         | A (44,1 Conqueyrac 12. 8. 2003)                                       |
| Spanien | 43,4 | Lleida          | 29. 6.         |                                                                       |
| Italien | 39,9 | St. Martin i.P. | 27. 6.         |                                                                       |
| Deutschland | 39,6 | Bernburg/Saale  | 30. 6.         | J (38,6 Coschen, Bad Muskau 26. 6.; davor 38,5 Bühlertal 27. 6. 1947) |
| Andorra | 39,4 | Borda Vidal     | 28. 6.         | A (38,5 °C Andorra, 16. 7. 2005)                                      |
| Tschechien | 38,9 | Doksany         | 26. 6.         | J (38,2 Brno -Žabovřesky 22. 6. 2000)                                 |
| Österreich | 38,8 | Krems a. d. D.  | 01. 7.         |                                                                       |
| Polen | 38,2 | Radzyń          | 26. 6.         | J (38,0 Wrocław 27. 6. 1935)                                          |
| Kroatien | 38,0 | Knin, Hvar      | 27. 6., 28. 6. |                                                                       |
| Schweiz | 37 0 | Sion            | 30. 6.         |                                                                       |
| Spitzentemperatur fett > 40 °C; Nationaler Rekord: A … Allzeit, J … für Juni (sortiert sekundär nach Alter des Vor-Rekords) |      |                 |                |                                                                       |

Die Temperaturen erreichten am 28. Juni mit 46,0 °C im südfranzösischen Hérault in Vérargues einen Spitzenwert (und 45,9 °C im benachbarten Gard in Gallargues-le-Montueux), die höchste je in Frankreich gemessene Temperatur (im europäischen Mutterland, davor 44,1 °C in Conqueyrac, August 2003). – dieser Rekord wurde 2019 an einigen Messstellen des Raumes übertroffen. Damit wurden in Frankreich als siebtem Land Europas Temperaturen über 45 °C gemessen.
Auch Andorra verzeichnete mit 39,4 °C in Borda Vidal am 28. einen neuen Landesrekord (davor 38,5 °C in Andorra La Vella, Juli 2005).
Neue Allzeit-Rekorde gab es an zahlreichen Punkten, so in Spanien, Frankreich, der Schweiz, Deutschland, Österreich, oder Kroatien.
Auch die nächtlichen Minimaltemperaturen erreichten an etlichen Stationen neue Allzeit-Rekorde.
Eine weitere Besonderheit waren die abnorm hohen Temperaturen in Höhenlagen, neben den Pyrenäen – wo es in Südfrankreich auch durch Föhn-Effekte zu den Spitzentemperaturen kam – auch in den Alpen. So verzeichnete zum Beispiel Davos (Graubünden, 1596 m) einen neuen Rekordwert von 29,8 °C am 26. (bisher 29,3 °C, 2015). ebenso die Schmittenhöhe (Salzburg, 1956 m) am 27. mit 25,0 °C (davor 24,6 °C, 1952), St. Martin in Passeier (Südtirol, 586 m) meldete am selben Tag 39,9 °C.
Anfang Juli wurde die Heißluft in den Mittelmeerraum zurückgedrängt, mit noch einigen Hitzetagen im Balkanraum. In den Ostalpen beispielsweise hielt sich die hochsommerliche Witterung bis zum 7. Juli.
Zu Ende ging die Hitzewelle mit einigen schweren Gewittern, so in Frankreich und Österreich, und um den 10. Juli mit dem Vordringen der Kaltluft in Spanien, an der oberen Adria, am Alpenostrand, wie auch in Griechenland.
Mitte Juli herrschten dann instabilere Wetterlagen vor (Unwetter auf Korsika und in den Südalpen).
Es gab (begünstigt durch Dürre und Hitze) vielerorts Waldbrände.
|  |  | Höchsttemperatur und Temperaturanomalie 23.–29. Juni 2019: Vordringen der Saharaluft von Südwesten. (NOAA-NWS-CPC)                                               |
|  |  | Höchsttemperatur und Temperaturanomalie 30. Juni – 6. Juli 2019: Vorstoß in den Nordosten Zentral-Europas und folgendes Zurückweichen nach Süden. (NOAA-NWS-CPC) |

### Ende Juli/Anfang August
Der spätere Juli war geprägt von einer Serie von Atlantiktiefs mit jeweils nordöstlicher Zugbahn. Mit neuerlicher südwestlicher Strömung setzte um den 18. Juli in Spanien wieder Hitze ein, und es bildete sich ein stabileres Hoch (Yvonne) über Mitteleuropa. Bis 23. Juli, mit Eintreffen eines kräftigen Atlantiktiefs, bildete sich kurz eine Omega-artige Wetterlage.
| Land | °C   | Stelle                        | am     | Rekord (davor)                                                           |
| --- | ---- | ----------------------------- | ------ | ------------------------------------------------------------------------ |
| Frankreich | 42,6 | Paris                         | 25. 7. |                                                                          |
| Belgien | 41,8 | Begijnendijk                  | 25. 7. | A (39,9 Kleine-Brogel 24. 7.; davor 38,8 Liège 2. 7. 2015)               |
| Deutschland | 41,2 | Duisburg-Baerl und Tönisvorst | 25. 7. | (A) (40,5 Geilenkirchen 24. 7.; davor 40,3 Kitzingen 5. 7. + 7. 8. 2015) |
| Niederlande | 40,7 | Gilze-Rijen                   | 25. 7. | A (39,3 Eindhoven 24. 7.; davor 38,6 Warnsveld 23. 8. 1947)              |
| Luxemburg | 39,0 | Findel                        | 25. 7. | A (37,9 Findel 8. + 12. 8. 2003)                                         |
| Vereinigtes Königreich | 38,7 | Cambridge                     | 25. 7. | A (38,5 Faversham 10. 8. 2003)                                           |
| Schweiz | 38,0 | Sion                          | 24. 7. |                                                                          |
| Norwegen | 35,6 | Laksfors                      | 27. 7. | A (auch Nesbyen 20. 6. 1970)                                             |
| Finnland | 33,7 | Porvoo                        | 28. 7. |                                                                          |
| Spitzentemperatur fett > 40 °C; Nationaler Rekord: A … Allzeit, J … für Juni (sortiert sekundär nach Alter des Vor-Rekords) |      |                               |        |                                                                          |

In Spanien und Frankreich wurden schon am 23. Juli verbreitet über 40 °C gemessen. Die folgenden Tage wurden noch heißer.
Noch nie gemessene Spitzenwerte der Lufttemperatur verzeichneten mehrere nationale Wetterdienste:
Für Deutschland meldeten die Stationen in Duisburg-Baerl und Tönisvorst am 25. Juli 41,2 °C; schon am Vortag waren in Geilenkirchen unweit Aachen 40,5 °C gemessen worden (davor 40,3 °C in Kitzingen, 2015; siehe auch Hitzerekorde in Deutschland) – dieser alte Rekord wurde an einigen Stellen übertroffen.
Für Belgien wurden am selben Tag in Begijnendijk 41,8 °C gemessen; am Vortag 39,9 °C in Kleine-Brogel (davor 38,8 °C in Liège-Monsin, Juli 2015).
40,7 °C verzeichnete zeitgleich für die Niederlande die Stelle Gilze en Rijen; und am Vortag 39,3 °C Eindhoven (davor 38,6 °C in Warnsveld, August 1944) – ein 75-jähriger Rekord, der gebrochen wurde.
In Luxemburg wurden auch an jenem Tag 39,0 °C an der Messstelle Findel-Aéroport gemessen (davor ebenda 37,9 °C August 2003).
Ebenfalls am 25. Juli wurde im Vereinigten Königreich 38,7 °C im Botanischen Garten der Universität Cambridge ein Landesrekord gemessen (davor 38,5 °C Faversham August 2003).
Wieder registrierten auch zahlreiche einzelne Stellen ihren neuen Allzeit-Rekord, darunter auch Paris, das am 25. Juli mit 42,6 °C den Rekordwert Europas für diese Hitzewelle mitverzeichnete (Messstelle Montsouris, dort davor 1947).
Mit dem kräftigen, nach Norden gegen Island abziehenden Atlantiktief ging die Hitzewelle in Mitteleuropa schon ab 26. Juli zu Ende, stürmisch und mit einem signifikanten Temperatursturz von bis zu 15°. Dabei wurde die subtropische Warmluftmasse geteilt (Tieffront Vincent), im Ostseeraum abgespalten, und vom Südwind über Nordskandinavien abgedrängt Dort vereinigte sich die Luftmasse mit dem aktuellen Polarhoch, und wurde vom Islandtiefkomplex noch nördlich von Island westwärts verschleppt, bis sie Ostgrönland erreichte. Im Raum Grönlandsee–Norwegischen See blieb es bis in die ersten Augusttage abnorm warm.
Norwegen stellt am 27. Juli mit 35,6 °C in Laksfors, auf über 65° N, den fast 40 Jahre alten Allzeitrekord des Landes ein (Nesbyen, Juni 1970; deutlich südlicher auf 60°), und verzeichnete auch Tropennächte.
Auch in Mittel-Schweden, dem südlichen Finnland und ganz Estland wurden verbreitet Temperaturen über 30 °C gemessen, Helsinki stellte mit 33,2 °C einen neuen Rekord auf (davor 31,6 °C Juli 1945).
In Grönland maß man am 31. Juli im Qaarsut, an der Westküste an der Baffin Bay gelegen (71° N), 20,6 °C – eine normale Sommertemperatur liegt dort um 10 °C. Die Station Nord, nur 900 km südlich des Nordpols, verzeichnete 16,0 °C.
In Mitteleuropa wetterbestimmend wurde hingegen die atlantischen Kaltfront und ein Mittelmeertief als Ausläufer. Diese führte ab 26. Juli zu schweren Unwettern besonders in Marokko, Katalonien, Mittelitalien, in ganz Österreich, am Westbalkan, wie auch Tschechien, der Slowakei und Polen. Die Hitze zog sich recht zügig aus dem Mittelmeergebiet zurück.
Auf den Britischen Inseln herrschte durch das Atlantiktief um den Monatswechsel Starkregen.
|  |  | | Wetterlage 23. Juli, 6 UTC: Atypische Omegalage mit einem „Kranz“ von vier Tiefkernen am Nordrand eines ausgedehnten Hochs Yvonne über Mitteleuropa, einem Ausläufer des mächtigen Saharahochs über Nordafrika. Über den Atlantik rückt langsam ein weiteres kräftiges Tief vor, das die ausgedehnte südwestliche Strömung über Westeuropa verstärkt. (KMNI) | |
|  |  | | | Höchsttemperatur und Temperaturanomalie 21.–27. Juli 2019: Hitzezentren im Kern der Südwest-Strömung in Westspanien und Frankreich, mit den Spitzenwerten an der Vorstoßfront; ungewöhnliche Wärme auch schon in Skandinavien. (NOAA-NWS-CPC) |
|  |  | Temperaturanomalie über Grönland 30. Juli – 5. August 2019 (700 hPa; zu 1981–2010): Eisschmelze auf dem Inlandeisschild. (NOAA-NCEP) | | |

### Mitte August
Die dritte Hitzeperiode begann mit einem Zwischenhoch (Zella), das die Temperaturen auf der Iberischen Halbinsel schon ab 4. August über 40 °C steigen ließ, und einem Tief (Xaver), das Europa schnell überquerte, und am 6. August heftige Unwetter von den Pyrenäen über Südfrankreich bis in die Südalpen und die Alpennordseite brachte.
Dann bildete sich um den 7. August ein weiteres kräftiges Atlantiktief (Yap) und verursachte einen neuerlichen Schub von Saharaluft in den Süden Europas (Hochzone Andrea).
Das Zentrum dieser Hitzewelle lag nach Südspanien im Raum Italienische Halbinsel – Balkan – Ägäis. So verzeichnete Thessalien ab 8. August 2019 Temperaturen von 40 °C, Leskovac in Serbien am 12. August 38,1 °C, und Belgrad hatte 5 Tropennächte in Folge. Zu der Zeit maß man auch in der Ukraine ähnliche Spitzentemperaturen. Die Hitze zog sich langsam in den Südosten zurück, mit dann noch über 40 °C in der Türkei.
Im Mittelmeerraum brachen wieder Waldbrände aus. In der stürmischen Zone am Rand des Atlantiktiefs entstand am 9. August ein Tornado, der in Luxemburg schwere Schäden verursachte. Die Front blieb einige Tage über Mitteleuropa gewitterträchtig, mit örtlichen Starkniederschlägen.
Süd- und Osteuropa blieb weiter unter Einfluss der Azorenhoch-Ableger (Beatrix), mit einem kräftigen Tief Bernd über England. die Temperaturen erreichten im Süden Spaniens eine weitere Woche Werte über 40 °C, und verbreitet über 35 °C bis zum Schwarzen Meer.
Die Front von Bernd mit einem kleinräumigen Mittelmeertief als Ausläufer führte 19. bis 22 August zu heftigen Unwettern, mit teils orkanartigen Fallböen, von der Ostschweiz über Teile Süd- und Mitteldeutschlands bis in die polnisch-slowakische Tatra.
|  |  |  |  | Höchsttemperaturen 4.–10. und 11.–17. August 2019: Hitzetage im ganzen Süden Europas, Zentren in Westspanien und Balkan–Ägäis; Temperaturen über 45 °C in Nordafrika. (NOAA-NWS-CPC) |

### Ende August
Es folgte ein atlantisches Hoch Corinna, das sich seit Mitte August hinter Tief Bernd von der amerikanischen Westküste näherte. Es verband sich mit dem Saharahoch, und dehnte sich bis in den Weißmeerraum aus, womit auch im nördlicheren Europa wieder hochsommerliche Temperaturen auftraten. Schwerpunkt dieser Hitzewelle ist neben Südspanien, wo neuerlich einige Tage Spitzentemperaturen über 40 °C auftraten, der Raum Serbien–Ungarn–Polen. 27. August bestätigten das Koninklijk Nederlands Meteorologisch Instituut (KNMI) offiziell wieder eine Hitzewelle in die Niederlande, und das Königliches Meteorologisches Institut von Belgien (KMI) der dritte Hitzewelle während 2019 in Belgien.

### Klimatologie

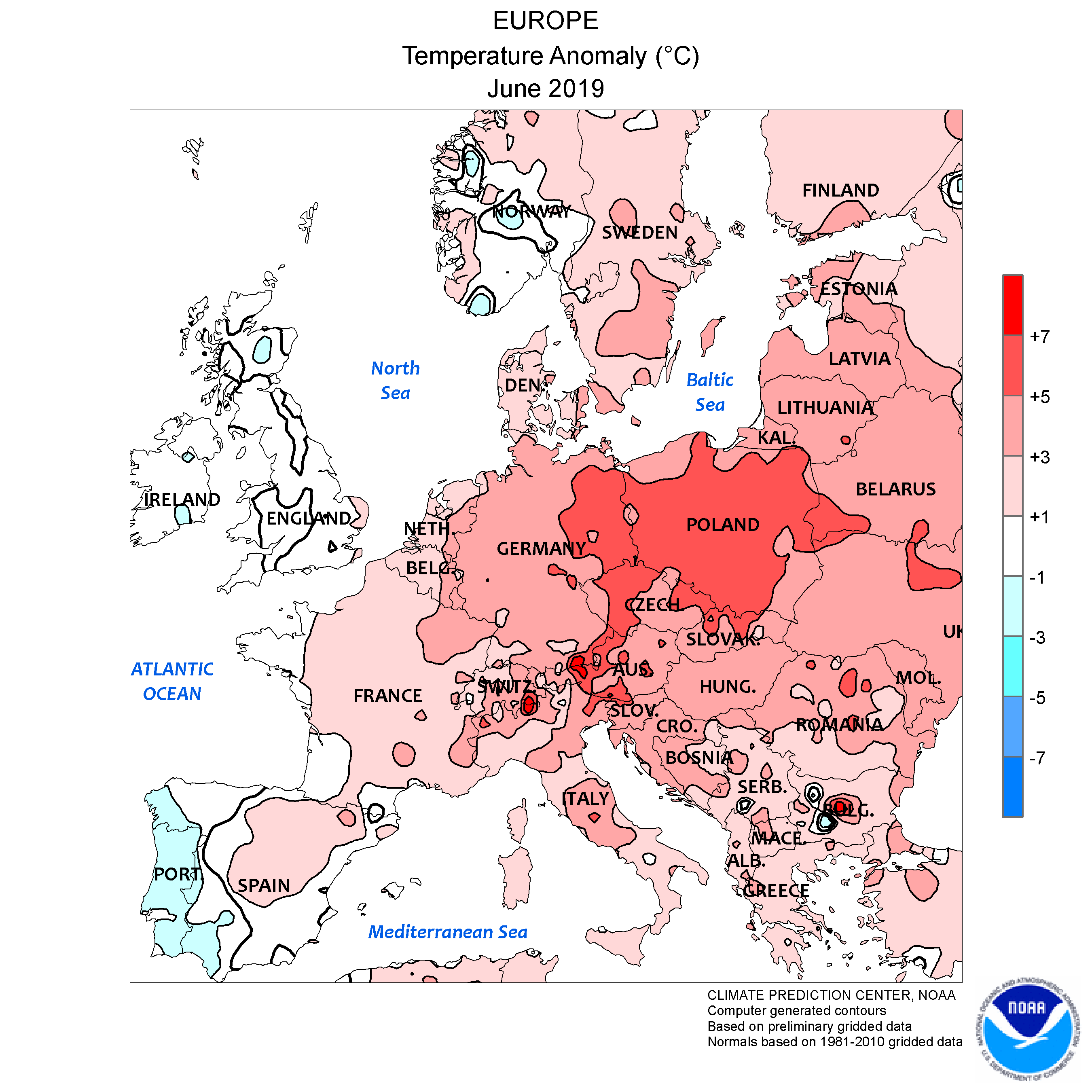
Temperaturanomalie Juni 2019: Entgegen den Zentren der Hitzewelle liegt die Hauptabweichung des Gesamtmonats im östlicheren Europa (NOAA-NWS-CPC)

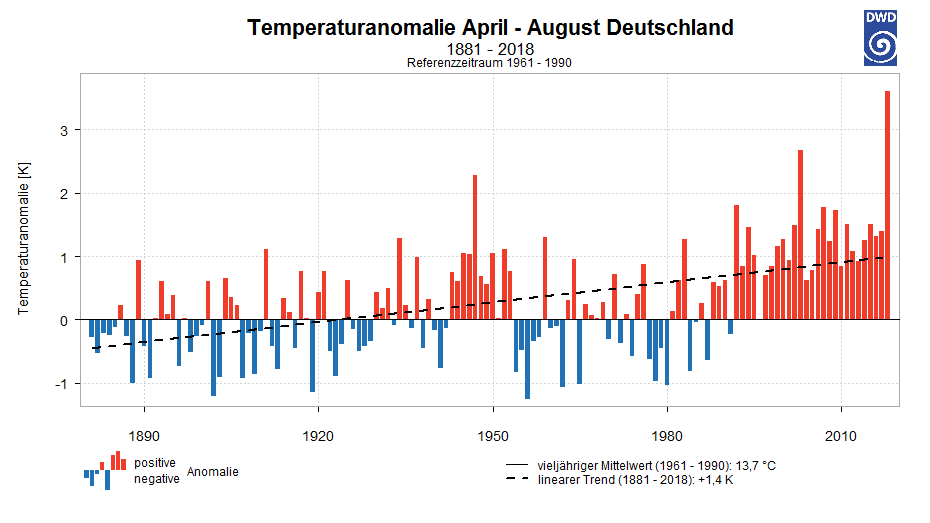
Entwicklung der Temperatur im Zeitraum April bis August in Deutschland von 1881 bis 2018 (als Abweichung gegenüber dem Mittelwert 1961–1990): seit 1992 „im roten Bereich“

Eine so heftige Hitze so früh im Jahr war europaweit eine Besonderheit; einige Länder und zahlreiche Messstellen verzeichneten neue Tages-Höchsttemperatur-Rekorde für einen Juni. Für Polen wurde ein 80-jähriger Rekord der Spitzentemperatur gebrochen (1935), für Deutschland ein 70-jähriger (1947). In Frankreich verzeichneten fast ein Viertel (23 %) aller Meteofrance-Stationen neue Allzeitrekorde, und fast zwei Drittel (60 %) einen Junirekord.
Außergewöhnlich heiß war schon der Monatsbeginn des Juni gewesen; im ganzen Juni herrschten föhnige Süd- bis Südwestströmung vor. Der Juni 2019 wurde der wärmste je verzeichnete Monat in Gesamteuropa seit Beginn der Wetteraufzeichnung (1 Grad wärmer als der bisherige Rekord-Juni 1999), darunter in Österreich (Wetterreihe seit 1767), in Polen (davor Juni 1811) in Deutschland (Wetterreihe seit 1881), in Tschechien (seit 1961) oder auch in Lettland (seit 1924); der zweitwärmste war es in der Schweiz (nach 2003). Auch die geringe nächtliche Abkühlung war bemerkenswert, Wien (Innere Stadt) hatte beispielsweise im Laufe des Monats dreizehn Tropennächte nicht unter 20 °C (ebenfalls ein neuer örtlicher Rekordwert für einen Juni).
Der Juli war ebenfalls abnorm warm, aber nur lokal ein Rekordmonat.
Besonderheit dieser Hitzewelle war das Abdriften der Warmluft nach Nordwesten, mit einem intensiven Eisschmelz-Ereignis in Grönland. So wurden dort noch auf 3200 m (Station Summit Camp) mehrere Tage die Null-Grad-Grenze überschritten, was bisher erst 2012 vorgekommen war. (siehe auch Folgen der globalen Erwärmung in der Arktis#Massenverlust Grönland)
Die Periode der letzten Juni-Tage lag gebietsweise um 10–6 Grad über dem langjährigen Mittel, neben Frankreich hauptsächlich in Nordspanien, Norditalien, der Schweiz, Westösterreich, dem südlicheren Deutschland und Tschechien.
Als bis zu 7-tägige Hitzewelle – mancherorts noch etwas länger – rangiert das Ereignis gebietsweise unter den 5 bis 10 intensivsten der langjährigeren Messgeschichte.
Die zweite Hitzewelle war vergleichbar, und insbesondere in Frankreich entgegen dem im Juni verzeichneten Landesrekord intensiver als das erste Ereignis.
Ursache der Hitzewellen war ein übermäßig stark oszillierender Jetstream auf der Nordhalbkugel, der dann in chaotische Phasen überging. Diese Verlagerung der Polarfront führt jeweils zu starkem Wärmeaustausch von den Tropen in die polaren Gebiete.
So verzeichnete auch der Nordwesten und der Nordosten Nordamerikas ihren heißesten Julimonat, und extreme Hitzewellen gab es zu der Zeit parallel in den USA, im Nahen und Mittlere Osten und Ostasien. Im arktischen Gürtel kam es durch die abnorme Trockenheit zu zahlreichen Waldbränden.
Das Ausmaß der polaren Eisschmelze liegt im Bereich der Rekordjahre 2012, 2002, 2007 und 2016 (siehe Folgen der globalen Erwärmung in der Arktis und Folgen der globalen Erwärmung in der Antarktis).
Auch global war der Juni der wärmste je verzeichnete, 0,1 ° über dem letzten Rekordmonat, dem Juni 2016. Der Juli 2019 stellte den bisherigen Rekord des Julis 2016 ein (Beginn der Analysen 1980er).
Wie auch 2016 herrschte 2019 ein El-Niño-Ereignis (nicht aber für die dazwischenliegenden langen Europa-Hitzeanomalien Sommer 2017 und 2018, die jeweils nach einem La-Niña-Ereignis folgten).
Wie jede Hitzewelle der jüngeren Jahre wird auch diese nach Stand der Forschung von der globalen Erwärmung verursacht, eine für Einzelereignisse nicht direkt nachweisbare Annahme, sondern eine Korrelation (statistische Eintreffwahrscheinlichkeiten). Laut einer Studie des Institute of Physics von 2020 zeigen die Ergebnisse der klimatologischen Zuordnungsforschung, dass die bei der Hitzewelle auftretenden kurzen und zugleich intensiven Ereignisse ohne die vom Menschen verursachten Klimaveränderungen sehr unwahrscheinlich gewesen wären.
Nicht nur die Temperaturen, sondern auch die Niederschlagsmenge war in diesem Sommer ungewöhnlich hoch, bzw. gering: Der Sommer 2019 wurde insgesamt als „extrem niederschlagsarm“ bewertet.
Über das ganze Kalenderjahr gesehen war 2019 in Europa das bisher wärmste Jahr seit Beginn der Aufzeichnungen.

## Folgen

### Dürre, Waldbrände und landwirtschaftliche Schäden

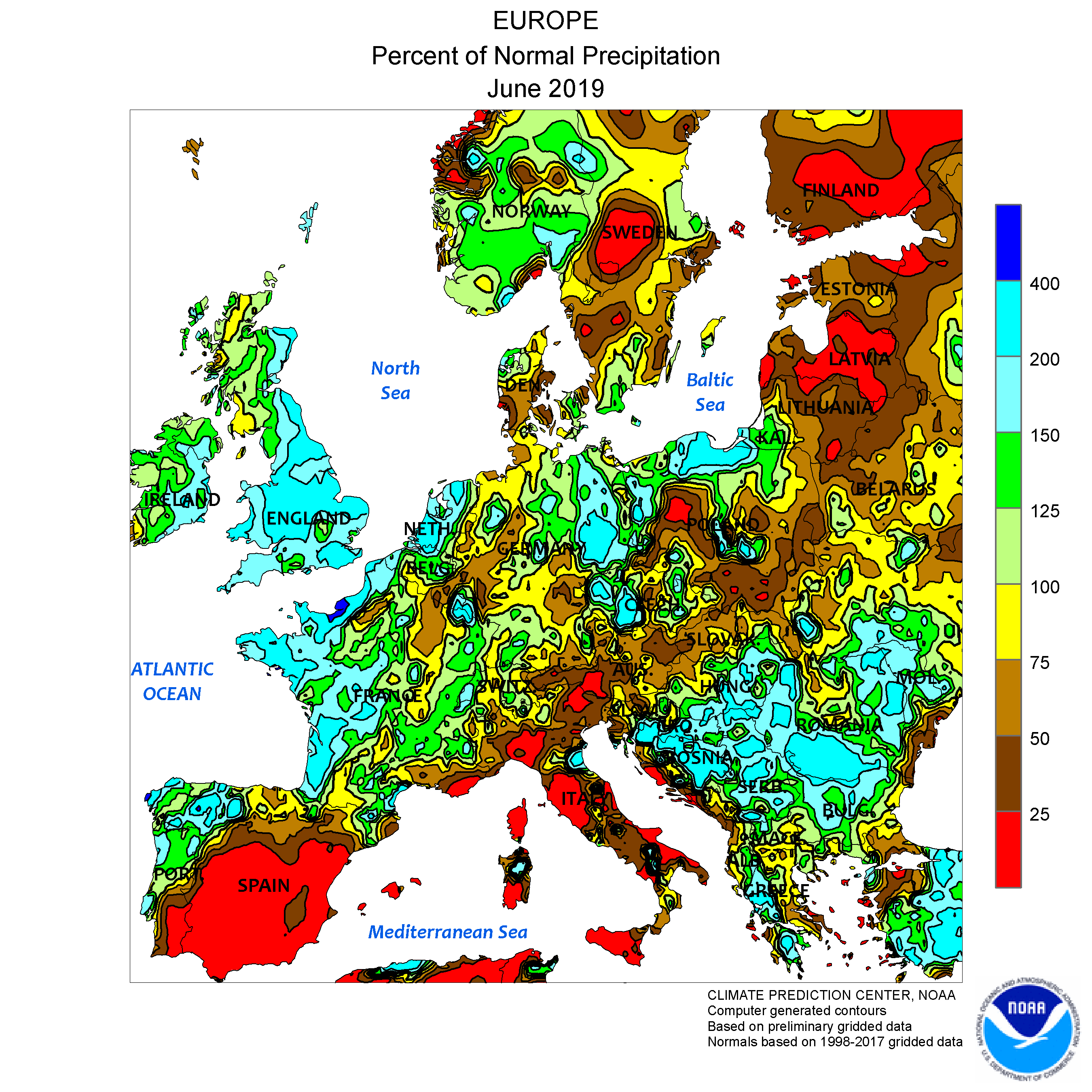
Niederschlagsanomalie Juni 2019
(rot-braun: zu trocken, grün-blau: zu nass; NOAA-NWS-CPC)

Im Südwesten Europas war die Hitze mit einer starken Trockenheit verbunden, während sich die Lage in Mitteleuropa nach einem anfänglich, an die Sommerdürre des Vorjahres anschließenden zu trockenen Frühfrühling nach einem gebietsweise verregneten Mai teilweise entspannt hatte. In einem Band von Spanien über Norditalien bis in das Baltikum und einem Band von Nordostfrankreich bis Schweden regnete es auch im Juni kaum, auch im Juli fiel in diesen Gebieten abnorm wenig Niederschlag.
Es gab zahlreiche größere Waldbrände, zum Beispiel im Juni in Spanien (etwa in Almorox im Großraum Madrid, in der Nähe von Toledo, in Katalonien) in Südfrankreich (Département Gard); im Juli in Deutschland (bei Lübtheen in Mecklenburg-Vorpommern); in Portugal (Vila de Rei); wieder Südfrankreich (Argelès-sur-Mer und Trèbes), Italien (auf Sardinien), in Kroatien (Insel Pag); im August in Griechenland (etwa auf Elafonissos, bei Marathon) und Zypern. Auch auf Gran Canaria, vor der Westküste Afrikas, gab es infolge der Hitzewelle Waldbrände; am 19. August waren dort 3400 und am 20. August 6000 Hektar Fläche betroffen.
Gebietsweise kam es auch außerhalb des Mittelmeerraums – wo besonders in Spanien die Dürre schon zum langjährigen Dauerproblem geworden ist – zu Wasserknappheit, darunter auch in Nord- und Mitteldeutschland. Besonders prekär war die Lage auch für die Landwirtschaft in Teilen Polens und im Baltikum, wo mit langanhaltender Dürre große Ernteausfälle drohen. Anfang Juli rief Litauen den nationalen Notstand aus. Auch durch Unwetter entstanden größere Schäden.
Eine weitere Folge der Hitzewellen sind umfangreiche Forstschäden, deren Ursachen schon in den Dürren der Vorjahre liegen, so Massenvermehrungen des Borkenkäfers, aber auch andere Waldschadensbilder. In Deutschland wurde die Diskussion um das Waldsterben wieder aktuell.

### Infrastruktur und Unwetterschäden
In Frankreich,  Deutschland, und auch der Schweiz wurden während der Juli-Spitze Kernkraftwerke heruntergefahren oder gedrosselt, weil zu wenig Kühlwasser vorhanden war, beziehungsweise die höchstzulässige Temperatur der Rückspeisung überschritten wurde.
Es kam auch zu Schäden an Straßen durch Verwerfungen, ebenso an Bahngleisen, und das Atomium in Brüssel musste erstmals seit seiner Eröffnung 1958 hitzebedingt seine Öffnungszeiten verkürzen.
Gegen Ende der Juli-Hitzewelle drohte durch die Starkregen in England ein Stausee, das Toddbrook Reservoir unweit Manchester, zu brechen. Diverse Unwetter der Zeit führten zu lokalen Katastrophenzuständen, und forderten auch einige Menschenleben – etwa
in Madrid am 27. August;
in Petingen und Käerjeng beim Luxemburg-Tornado im August;
im italienischen Fiumicino Ende Juli;
in Chamoson im Wallis Mitte August;

in Uttendorf und Rußbach am Paß Gschütt im Land Salzburg Anfang und Ende Juli,
im steirischen Obdach Ende August;
im polnischen Kattowitz Ende Juli.
Am 22. August forderte Blitzeinschläge um den Giewont im Tatra-Gebirge mehrere Bergtote.

### Gesundheit
In den beiden Hitzesommern der Jahre 2018 und 2019 zusammen verstarben allein in Deutschland 15.600 Menschen zusätzlich an den Folgen der Hitzebelastung.